# Gladpack & Allt Möjligt
Gladpack är en TV-serie av och med Galenskaparna och After Shave som hade premiär år 2000.
Den handlar om ett par i övre medelåldern, Bibi Vogeljazz (Kerstin Granlund) och Henry Vogeljazz (Jan Rippe), som en dag tittar på TV - säger "Kan dom så kan vi" och gör sen sin egen TV-serie som blir Gladpack. 
TV-studion och serien gästas i varje avsnitt av olika människor, de har ett fenomen döpt till "Debattsoffan" där till exempel politiker, doktorer, vänner m.fl. sitter och hävdar sina åsikter. En annan är "Frågefåtöljen" där de varje vecka pressar ner en aktuell person och ställer känsliga frågor. 
Gladpack är inspelad på Lorensbergsteatern.
Allt Möjligt är en revy av Galenskaparna och After Shave som hade premiär år 2000.
I denna revy får man uppleva många nummer tagna från TV-serien Gladpack, men även andra som "The four or five hopcorn family", "Jag har sparat en sak från min barndom", "Mor i skutan" m.fl.
Revyns större nummer är "Rätt regering", ett ca 12 minuter långt sångnummer som handlar om hela Sveriges regering. Finalen är ett Macken-medley till melodin i "När vindarna viskar mitt namn" av Roger Pontare.

## Extramaterial (62 minuter)
- Oanvända Gladpackinslag
- Gladpack-montreux